# 금당초등학교 비견분교
금당초등학교 비견분교는 전라남도 완도군 금당면 차우리 1555에 있었던 초등학교 분교이다.

## 연혁
- 일자미상 금당국민학교 비견분교 설립 인가
- 1954년 7월 31일 비견분교장 개교
- 일자미상 비견국민학교 승격 인가
- 일자미상 비견국민학교 승격 분리
- 1967년 4월 1일 도서벽지학교 '을'급 지정
- 1982년 3월 1일 금당중앙국민학교 분교장 격하 편입
- 1986년 1월 1일 도서벽지학교 '나'급 조정
- 1996년 3월 1일 금당중앙초등학교 비견분교 개편
- 1996년 9월 1일 금당초등학교 비견분교 개편
- 2005년 3월 15일 도서벽지학교 '가'급 조정
- 2009년 3월 1일 폐교 및 금당초등학교 통폐합